# 클라우드마인즈
클라우드마인즈(CloudMinds)는 인지 로봇공학을 위한 클라우드 기반 시스템의 운영자이다.

## 역사
클라우드마인즈는 2015년에 설립되었으며 소프트뱅크 그룹, 폭스콘, 월든 벤처 인베스트먼츠(Walden Venture Investments) 및 키노트 벤처스(Keytone Ventures)의 지원을 받고 있다. 클라우드마인즈는 스마트 기기, 로봇 제어, 고속 보안 네트워크 및 클라우드 인텔리전스 통합에 대한 연구를 진행해 왔다. 클라우드마인즈는 클라우드의 정보 보안을 강화하기 위해 이러한 기술을 기반으로 모바일 인트라넷 클라우드 서비스(MCS), 로봇 원격 제어 기능을 개발했다. 이 기술은 금융, 의료, 군사, 공공 안전, 대규모 제조 분야에 적용됐다.